# 聶緝槼
聶緝槼（1855年—1911年），字仲芳，湖南衡山人，清末官僚资本家，聶亦峰之子，曾国藩女婿，官至浙江巡抚，创办私有上海恒丰纺织新局。

## 生平
1876年与曾国藩小女儿曾纪芬结婚。1882年经过李鸿章保荐，任上海江南制造局会办，2年后升为总办。1890年升任上海道台。1892年国有企业上海机器织布局因失火停产，经盛宣怀策划，聂缉椝执行并参股，于1894年在原厂基础上，组建商办华盛纺织总厂。1894年任浙江按察使，任期铸造铜元，筹集浙江省担负的甲午赔款。1899年署理江苏巡抚。1901年调补安徽巡抚，1903年调任浙江巡抚。1904年指使自家账房先生汤癸生和三子聂云台出面组建复泰公司，承包华盛纺织总局。1909年聂云台买下华盛全部股份，改名为「恒丰纺织新局」。1906年，因浙江道监察御史姚舒密参浙江铜元舞弊，被革职开缺回籍。在洞庭湖沅江、南县一带围湖造田，置淤田4万余亩，名为种福垸。1911年病逝。

## 家庭
- 高祖父：聶焘，乾隆四年（1739年）己未科進士，二甲第八十八名。
- 父：聶泰，本名聶爾康，號亦峰，咸豐三年（1853年）癸丑科進士，三甲第六名。
- 母：張氏。
- 妻：曾紀芬（1852年－1942年），號崇德老人，曾國藩季女。
- 長子：聶其賓（1876年-1892年），早逝。
- 次子：聶其昌（1879年-1954年），字隽威，娶左宗棠長孫女左元宜（1875年-1936年）。
- 三子：聶其傑（1880年-1953年），字雲台，法號慧傑。實業家、佛學家。娶江西太和鹽商、廣東候补道的女儿萧氏。
- 四子：聂其緯（1883年-1968年），字管臣，日本政法大學留學，曾任中國銀行副总裁，中孚銀行恊理。1901年娶廣東陸路提督、太子太保劉松山的孫女、山西布政使劉鼒的女兒劉氏（1881年-？年）。
- 五子：聶其焜（1888年-1980年），字潞生，曾任恒豐紗廠董事長、總經理。娶四川盐荣道黄承暄的女儿黄蕴仁（1886年-1940年）。
- 六子：聶其賢（1890年-1913年），字閣臣，娶浙江杭嘉湖道陳乃翰的女儿陳守棣。
- 次女：聶其純（1891年－？年），字筱舜，由俞大維的舅舅曾廣鐘作媒，1910年2月嫁福建闽侯人卓孝復之子卓宣謀（字君衛），臺湾實業部参事。
- 三女：聶其璞（1894年－1957年），字叔瑜，1910年2月在长沙嫁瞿鸿禨之子瞿宣颖（1892年-1968年？），字兑之，號蛻園，復旦大學畢業。
- 七子：聶其煐（1897年-1972年），字慎馀，留學美國哥倫比亞大學經濟系，曾任民國廣州統稅局副局長。娶李瀚章的九女兒李敬萱（1897年-1992年）。
- 四女（庶出章淑人）：聶其璧（1901年－1990年），1923年嫁科學家周仁（1892年-1973年），字子兢，盛宣懷外甥孫，蔡元培内弟。
- 八子：聶其焌（1906年-？年），字少萱，娶杭州藩司顏筱夏的孫女、咸豐二年（1852年）壬子恩科進士、河道總督梅啓照（1826年-1894年 ，字筱岩）的外孫女顏寳航（？年-1999年）。